# Carex merxmuelleri
Carex merxmuelleri är en halvgräsart som beskrevs av Dieter Podlech. Carex merxmuelleri ingår i släktet starrar, och familjen halvgräs. Inga underarter finns listade i Catalogue of Life.